# Natrium-4-toluolsulfonat
Natriumtoluol-4-sulfonat ist eine chemische Verbindung des Natriums aus der Gruppe der Sulfonate. Es ist das Natriumsalz der p-Toluolsulfonsäure.

## Gewinnung und Darstellung
Natriumtoluol-4-sulfonat kann durch Sulfonierung von Toluol mit Schwefelsäure und Natriumchlorid gewonnen werden, wobei neben Natriumtoluol-4-sulfonat auch das isomere Natriumtoluol-2-sulfonat entsteht.
{\displaystyle {\ce {C7H8 + H2SO4 -> C7H8O3S + H2O + NaCl -> C7H7NaO3S + HCl + H2O}}}

## Eigenschaften
Natriumtoluol-4-sulfonat ist ein brennbarer, schwer entzündbarer, beiger Feststoff, der löslich in Wasser ist. Es wird ein Schmelzpunkt von etwa 500 °C angenommen, jedoch zersetzt sich die Verbindung, bevor diese Temperatur erreicht wird.

## Verwendung
Natriumtoluol-4-sulfonat wird als Trägerelektrolyt zur Abscheidung von Polypyrrolmembranen verwendet. Es wird auch als Lösungsmittel zur Untersuchung der Eigenschaften von Harzpartikel und in der Textilindustrie eingesetzt.